# Берн (Канзас)
Берн (енгл. Bern) град је у америчкој савезној држави Канзас.

## Демографија
По попису из 2010. године број становника је 166, што је 38 (-18,6%) становника мање него 2000. године.
| Група             | 2000.       | 2010.       |
| Белци             | 199 (97,5%) | 151 (91,0%) |
| Афроамериканци    | 0 (0,0%)    | 1 (0,6%)    |
| Азијати           | 0 (0,0%)    | 0 (0,0%)    |
| Хиспаноамериканци | 4 (2,0%)    | 10 (6,0%)   |
| Укупно            | 204         | 166         |